# Pullea stutzeri
Pullea stutzeri är en tvåhjärtbladig växtart som först beskrevs av F. Müll., och fick sitt nu gällande namn av L. S. Gibbs. Pullea stutzeri ingår i släktet Pullea och familjen Cunoniaceae. Inga underarter finns listade i Catalogue of Life.